# ペトロザヴォーツク
ペトロザヴォーツク（Петрозаводск, Petrozavodsk）は、ロシア連邦の都市。人口は約23万人（2021年）。カレリア共和国の首都。オネガ湖畔に位置する。カレリア語・フィンランド語ではペトロスコイ（Petroskoi）と呼ばれる。

## 歴史

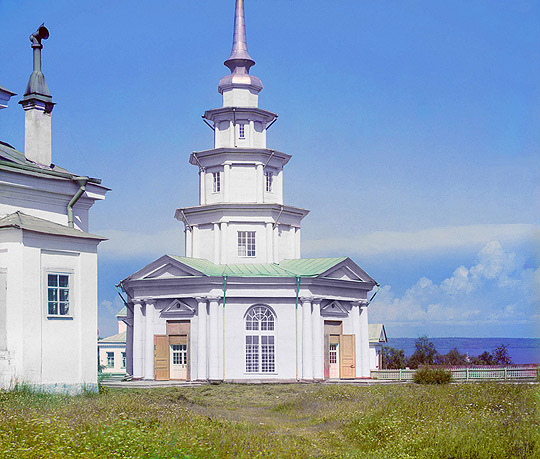
1711年に木造で創建され、1772年に改築されたペトル・パウェル聖堂（1912年ごろにセルゲイ・プロクジン＝ゴルスキーが撮影したカラー写真）。1924年に焼失した

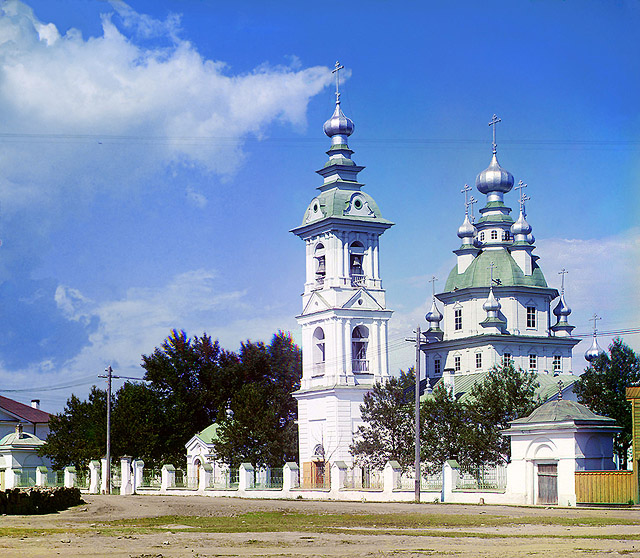
ペトロザヴォーツクの教会（1912年ごろにセルゲイ・プロクジン＝ゴルスキーが撮影したカラー写真）

大北方戦争のさなかの1703年9月11日に建設された。バルト艦隊のための大砲や錨を作る鋳鉄工場の建設を求めていたピョートル大帝の意向で、メンシコフ公がこの地に工場と集落を作った。工場は当初はシュイスキー・ザヴォード（シューヤ川沿いの工場）という名であったが、10年ほど後にピョートル大帝にちなみペトロフスキー・ザヴォードとなった。これが現在の地名の由来である。
1717年には、工場周囲の集落であるペトロフスカヤ・スロボダの町は人口3,500人とカレリア最大の町となり、木造の要塞、屋根付き市場、ツァーリとメンシコフ公のための小さな宮殿もあった。この街のシンボルであった木造の聖堂は18世紀後半に立て直され、ピョートル大帝時代のイコノスタシスを創建当時のまま保存していたが、ロシア革命後の1924年に火災で焼失した。
ピョートル大帝の死後、工場も町も衰退したが、エカチェリーナ2世により1773年に新たな鋳鉄工場が建設され、オスマン帝国との戦争に大砲を供給し、18世紀末にはさらに拡張された。
1777年、エカチェリーナ2世の行政改革により、ペトロフスカヤ・スロボダは都市として登録され、ペトロザヴォーツク（ピョートル大帝の工場の町）と改名された。新古典主義建築による聖堂や都市計画もこの頃に整備された。1784年には伝統的にカレリアの中心だったオロネツ（オローネツ）に代わりオロネツ県の行政の中心となった。
継続戦争中の1941年から1944年までフィンランド領であった。その期間、従来のフィンランド語名のペトロスコイに代え、オネガ湖のフィンランド語名"アーニネン"（Ääninen）にちなみ、「アーニネンの城」という意の、"アーニスリンナ"（Äänislinna）と改名されていた。

## 経済
木材加工、水産業、造船業などが盛ん。

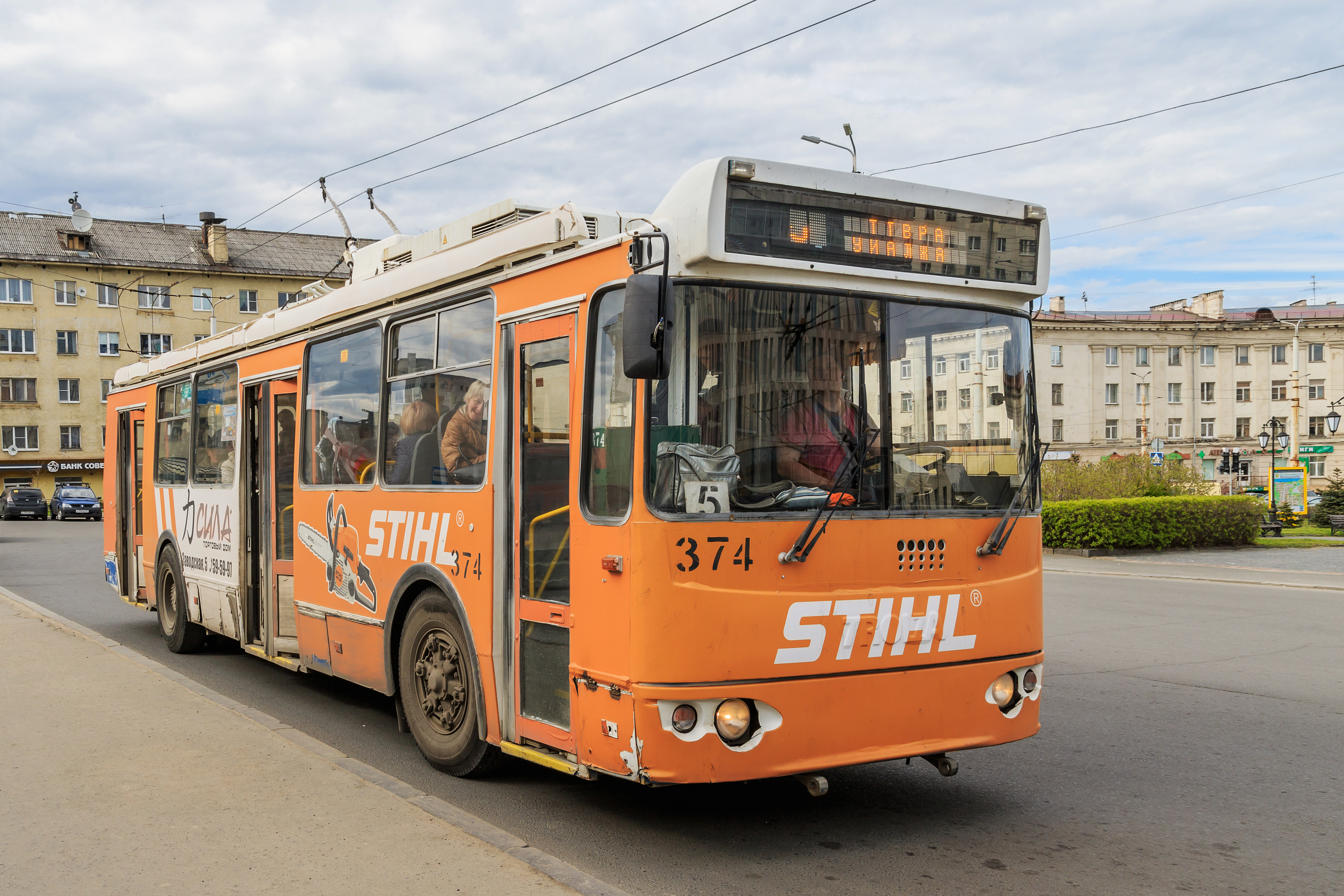
トロリーバス

サンクトペテルブルクやムルマンスクとは鉄道で結ばれている。市内にはトロリーバスが走る。

## 文化

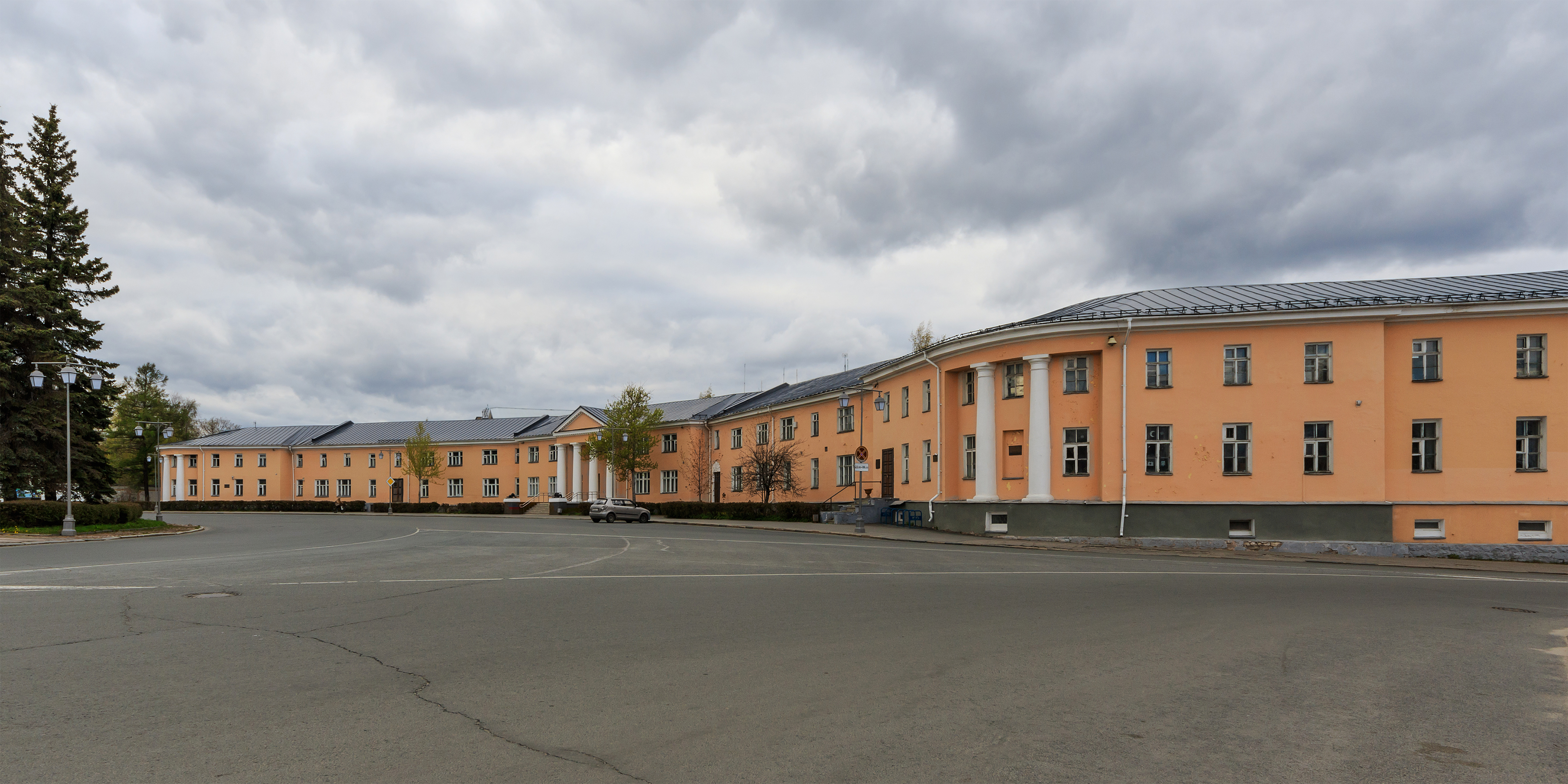
18世紀の新古典主義様式の円形広場

円形広場や新古典主義様式のアレクサンドル・ネフスキー聖堂などが残り、ロシア北部における18世紀後半の新古典主義建築の好例となっている。
市内には1933年創立のカレリア交響楽団、カレリア共和国音楽劇場、カレリア図書館、フィンランド語ドラマ劇場、オットー・クーシネン大学、1871年創立の美術館、ロシア科学アカデミー支部などがある。

## 友好都市

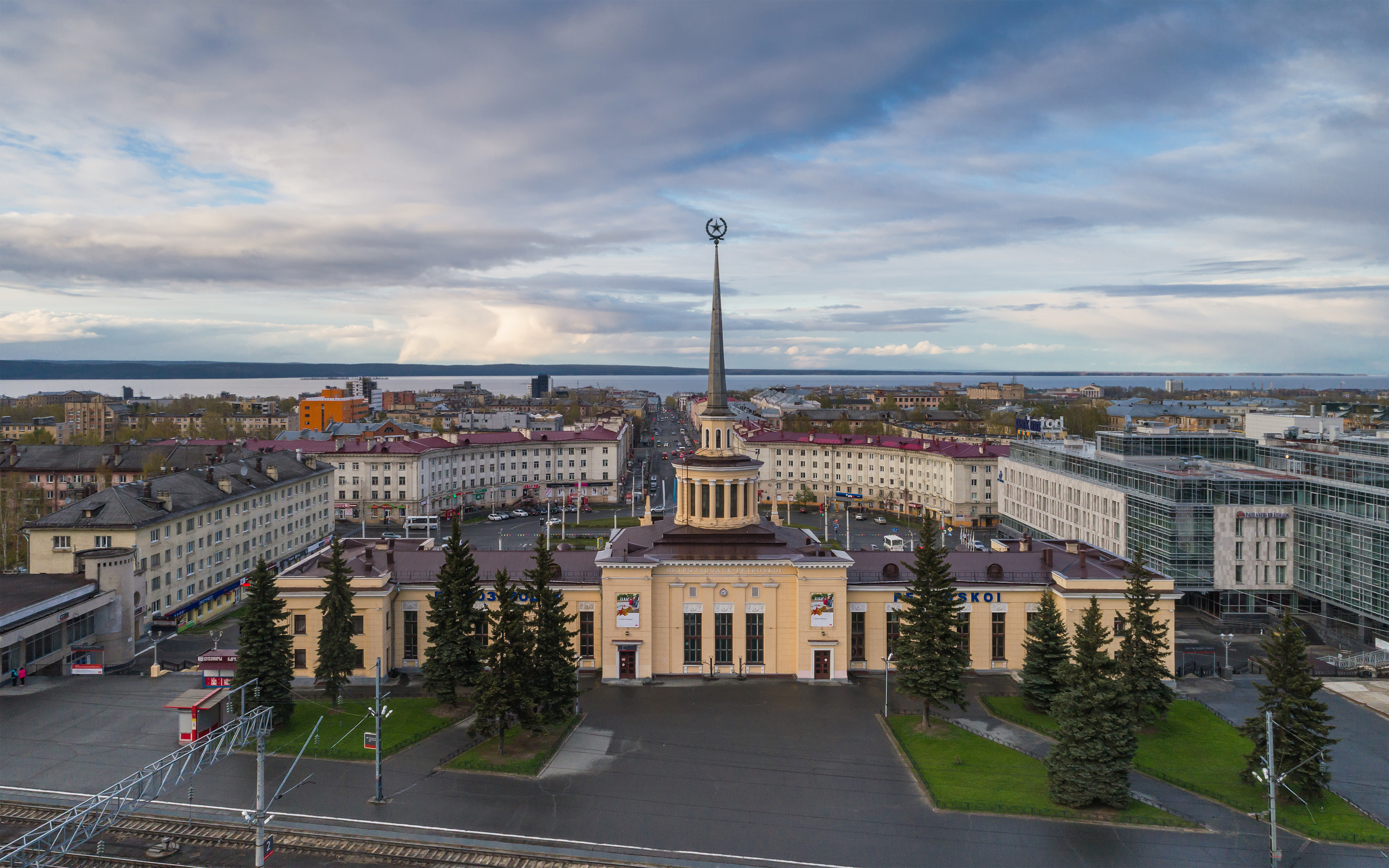
ペトロザヴォーツク駅

- ノイシュトレーリッツ、ドイツ
- ノイブランデンブルク、ドイツ
- テュービンゲン、ドイツ
- ヨエンスー、フィンランド
- ヴァルカウス、フィンランド
- ラ・ロシェル、フランス
- ウメオ、スウェーデン
- ダルース (ミネソタ州)、アメリカ合衆国